# Plusmarques d'atletisme als Jocs Olímpics
La següent llista mostra les plusmarques d'atletisme en Jocs Olímpics, vigents fins a Rio de Janeiro 2016:

## Plusmarques

### Masculí
La marca és també rècord mundial vigent. (Actualitzat a 12 d'agost de 2016)
| Prova                  | Marca (vent)       | Atleta                                       | País      | Data                  | Edició      | Seu                     |
| ---------------------- | ------------------ | -------------------------------------------- | --------- | --------------------- | ----------- | ----------------------- |
| 100 m                  | 9,58 s (1,5 m/s)   | Usain Bolt                                   | JAM       | 05/08/2012            | XXX         | Londres                 |
| 200 m                  | 19,19 s (-0,9 m/s) | Usain Bolt                                   | JAM       | 20/08/2008            | XXIX        | Pequín                  |
| 400 m                  | 43,03s             | Wayde van Niekerk                            | RSA       | 14/08/2016            | XXXl        | Rio de Janeiro          |
| 800 m                  | 1:40,91            | David Rudisha                                | KEN       | 9/08/2012             | XXX         | Londres                 |
| 1500 m                 | 3:32,07            | Noah Ngeny                                   | KEN       | 29/09/2000            | XXVII       | Sydney                  |
| 5000 m                 | 12:57,82           | Kenenisa Bekele                              | ETH       | 23/08/2008            | XXIX        | Pequín                  |
| 10000 m                | 27:01,17           | Kenenisa Bekele                              | ETH       | 17/08/2008            | XXIX        | Pequín                  |
| Marató                 | 2:06:32            | Samuel Wanjiru                               | KEN       | 24/08/2008            | XXIX        | Pequín                  |
| 110 m tanques          | 12,91 s (0,3 m/s)  | Liu Xiang                                    | CHN       | 27/08/2004            | XXVIII      | Atenes                  |
| 400 m tanques          | 46,78 s            | Kevin Young                                  | USA       | 6/08/1992             | XXV         | Barcelona               |
| 3000 m obstacles       | 8:03,28            | Conseslus Kipruto                            | KEN       | 17/08/2016            | XXXI        | Rio de Janeiro          |
| Salt d'alçada          | 2,39 m             | Charles Austin                               | USA       | 28/07/1996            | XXVI        | Atlanta                 |
| Salt amb perxa         | 6,03 m             | Thiago Braz da Silva                         | BRA       | 15/08/2016            | XXXI        | Rio de Janeiro          |
| Salt de longitud       | 8,90 m (2,0 m/s)   | Bob Beamon                                   | USA       | 18/10/1968            | XIX         | Ciutat de Mèxic         |
| Triple salt            | 18,09 m (-0,4 m/s) | Kenny Harrison                               | USA       | 27/07/1996            | XXVI        | Atlanta                 |
| Llançament de pes      | 22,52 m            | Ryan Crouser                                 | USA       | 18/08/2016            | XXXI        | Rio de Janeiro          |
| Llançament de disc     | 69,89 m            | Virgilijus Alekna                            | LTU       | 23/08/2004            | XXVIII      | Atenes                  |
| Llançament de martell  | 84,80 m            | Sergey Litvinov                              | URS       | 26/09/1988            | XXIV        | Seül                    |
| Llançament de javelina | 90,57 m            | Andreas Thorkildsen                          | NOR       | 23/08/2008            | XXIX        | Pequín                  |
| Decatló                | 8893 pts.          | Kevin Mayer                                  | CZE · USA | 24/08/2004 18/08/2016 | XXVIII XXXI | Atenes · Rio de Janeiro |
| Marxa 20 km            | 1:18:46            | Chen Ding                                    | CHN       | 4/08/2012             | XXX         | Londres                 |
| Marxa 50 km            | 3:37:09            | Alex Schwazer                                | ITA       | 22/08/2008            | XXIX        | Pequín                  |
| Relleus 4x100          | 36,84 s            | N. Carter, M. Frater, Y. Blake, U. Bolt      | JAM       | 11/08/2012            | XXX         | Londres                 |
| Relleus 4x400          | 2:55,39            | L. Merrit, A. Taylor, D. Neville, J. Wariner | USA       | 23/08/2008            | XXIX        | Pequín                  |

### Femení
| Prova                  | Marca (vent)      | Atleta                                               | País | Data       | Seu            |
| ---------------------- | ----------------- | ---------------------------------------------------- | ---- | ---------- | -------------- |
| 100 m                  | 10,62 s (1,0 m/s) | Florence Griffith Joyner                             | USA  | 24/09/1988 | Seül           |
| 200 m                  | 21,34 s (1,3 m/s) | Florence Griffith Joyner                             | USA  | 29/09/1988 | Seül           |
| 400 m                  | 48,25 s           | Marie-José Perec                                     | FRA  | 29/07/1996 | Atlanta        |
| 800 m                  | 1:53,43           | Nadezhda Olizarenko                                  | URS  | 27/07/1980 | Moscou         |
| 1500 m                 | 3:53,96           | Paula Ivan                                           | ROM  | 26/09/1988 | Seül           |
| 5000 m                 | 14:26,17          | Vivian Cheruiyot                                     | KEN  | 19/08/2016 | Rio de Janeiro |
| 10000 m                | 29:17,46          | Almaz Ayana                                          | ETH  | 12/08/2016 | Rio de Janeiro |
| Marató                 | 2:23:07           | Tiki Gelana                                          | ETH  | 5/08/2012  | Londres        |
| 100 m tanques          | 12,27 s           | Jasmine Camacho-Quinn                                | PUR  | 02/08/2021 | Tòquio         |
| 400 m tanques          | 52,64 s           | Melaine Walker                                       | JAM  | 20/08/2008 | Pequín         |
| 3000 m obstacles       | 8:58,81           | Gulnará Samítova-Gálkina                             | RUS  | 17/08/2008 | Pequín         |
| Salt d'alçada          | 2,06 m            | Yelena Slesarenko                                    | RUS  | 28/08/2004 | Atenes         |
| Salt amb perxa         | 5,05 m            | Yelena Isinbáyeva                                    | RUS  | 18/08/2008 | Pequín         |
| Salt de longitud       | 7,40 m (0,9 m/s)  | Jackie Joyner-Kersee                                 | USA  | 29/09/1988 | Seül           |
| Triple salt            | 15,39 m (0,5 m/s) | Françoise Mbango Etone                               | CMR  | 17/08/2008 | Pequín         |
| Llançament de pes      | 22,41 m           | Ilona Slupianek                                      | GDR  | 24/07/1980 | Moscou         |
| Llançament de disc     | 72,30 m           | Martina Hellmann                                     | GDR  | 29/09/1988 | Seül           |
| Llançament de martell  | 82,29 m           | Anita Włodarczyk                                     | POL  | 15/08/2016 | Rio de Janeiro |
| Llançament de javelina | 71,53 m           | Osleidys Menéndez                                    | CUB  | 27/08/2004 | Atenes         |
| Heptatló               | 7.291 pts.        | Jackie Joyner-Kersee                                 | USA  | 24/09/1988 | Seül           |
| Marxa 20 km            | 1:25:02           | Elena Lashmanova                                     | RUS  | 11/08/2012 | Londres        |
| Relleus 4x100          | 40,82 s           | T. Madison, A. Felix, B. Knight, C. Jeter            | USA  | 10/08/2012 | Londres        |
| Relleus 4x400          | 3:15,17           | T. Ledovskaya, O. Nazarova, M. Pinigina, O. Bryzgina | URS  | 01/10/1988 | Seül           |